# Ярость (фильм, 2009)
«Ярость» (англ. Rampage, также встречаются названия — «Неистовство», «Резня», «Волнение») — художественный фильм 2009 года, снятый режиссёром Уве Боллом с Бренданом Флетчером в главной роли.

## Сюжет
В Тендервилле живёт обычный парень Билл Уильямсон, явно с агрессивным характером. Каждый день по телевизору идут новости о том, что сегодняшнее общество исчерпало себя, человечество не переживёт следующее столетие, что нужен тот, кто будет бороться, кто заставит общество изменить взгляд на мир и на жизнь. Этим человеком и стал Билл под давлением новостей и своих родителей. Он модернизирует свой костюм для пейнтбола, превращая его в бронежилет, вооружается «до зубов», начиняет фургон взрывчаткой и готовит массовое убийство.
В полицейский участок врезается фургон со взрывчаткой, который впоследствии взрывается, уничтожая основные силы полицейских. Затем появляется Билл, который расстреливает из двух пистолетов-пулемётов мирных граждан, что попадаются ему на пути. Ему на пути встречаются двое полицейских, которые пытаются убить Билла, но его броня защитила от пуль и Билл расстреливает полицейских. Ввиду своего агрессивного характера, он также убивает повара из кофейни, который подал ему «не такой» кофе. Параллельно Билл заходит в салон красоты, загоняет всех сотрудниц, потом снимает шлем и выпивает воды. Затем он уходит, но понял, что зря снял шлем, возвращается и расстреливает всех сотрудниц салона красоты. После направляется в Бинго-холл Тендервилля, но пожилых людей, находящихся в нём, он не тронул. Затем он направляется в банк, попутно убивая охранника банка. Он потребовал, чтобы все женщины отошли, а сотрудники не трогали кнопку. Сзади на него нападает один из сотрудников, но Билл оказался сильнее его и ножом перерезал ему горло, из пистолета-пулемёта он убивает ещё несколько граждан, которые пытаются задержать его и со словами: «Кто ещё хочет сыграть в героя?», расстреливает нескольких сотрудниц банка. После этого, угрожая оружием, Билл требует отдать ему деньги, которые он кладет в мешок, а затем достает из другого заготовленные заранее поддельные деньги и на глазах у всех обливает бензином и поджигает их. По радио уже передают вести о бронированном террористе, то есть о Билле. Потом он заходит в «Куриную избу» и убивает официантку, которая ранее рассыпала на него куриное рагу и не извинилась. После этого за ним гонятся две полицейские машины. Он уничтожает одну из них взрывом. Вторая машина гонится за ним вслед, они доезжают до парка с лесопосадкой, и Билл взрывает свою машину, взрывом убивает двоих полицейских, но один выживает и гонится за ним. Билл прячется за деревьями, и, выйдя из укрытия, вонзает нож в печень полицейского, тот умирает от болевого шока. Затем едет к своему другу Эвану Дринсу, который ждёт его, чтобы сыграть в пейнтбол. Билл бьёт его электрошокером, убивает из пистолета выстрелом в голову и подстраивает всё так, чтобы все думали, будто это и был убийца.
Билл уезжает домой, где видит по телевизору, как полицейские арестовывают отца Эвана Дринса. Но тот кричит, что виноват Билл, а не его сын. Видя это, Билл собирает вещи и уезжает в неизвестном направлении. Через два года в интернет попал видео-манифест убийцы.

## В ролях
| Актёр            | Роль                     |
| ---------------- | ------------------------ |
| Брендан Флетчер  | Билл Уильямсон           |
| Шон Сайпс        | Эван Дринс               |
| Майкл Паре       | шериф Мелвой             |
| Мэтт Фрюэр       | мистер Уильямсон         |
| Линда Бойд       | миссис Уильямсон         |
| Роберт Кларк     | отец Эвана               |
| Малкольм Стюарт  | управляющий банком       |
| Стеффен Меннекес | кассир                   |
| Кэти Грэйс       | банковский работник      |
| Кэтрин Изабель   | работница салона красоты |

## Интересные факты
Фильм снимался в городе Ванкувер (Канада).

## Критика
Фильм получил несколько положительных отзывов. На сайте /Film фильм имеет оценку 7 из 10. На сайте Bloody Disgusting фильм получил 3½ звезды из 5, высоко оценив «развитие» Уве Болла. В то же время, журнал Variety дал фильму отрицательные отзывы, назвав его «бескомпромиссным и почти несмотрибельным».

## Продолжение
9 января 2014 года, The Hollywood Reporter заявил, что Уве Болл начал разработку сиквела, в который вернётся Брендан Флетчер в роли Билла Уильямсона. В фильме также появятся Лохлин Манро, Майк Допуд и Михаэлла Манн. Тизер к фильму был выпущен 31 января 2014 года.
Сиквел вышел под названием «Ярость: Смертная казнь» («Rampage: Capital Punishment») 19 августа 2014 года.
В 2016 вышел фильм «Ярость 3» («Rampage: President Down»).